# Бабаева, Александра Павловна
Александра Павловна Бабаева (1914—1993) — звеньевая свиноводческого совхоза «Пролетарий» Министерства мясной и молочной промышленности СССР, Вышневолоцкий район Калининской области, Герой Социалистического Труда (01.06.1949).

## Биография
До 1943 г. жила под Ржевом, работала в совхозе.
Во время войны осталась вдовой с двумя детьми (муж, Владимир Сергеевич, погиб на фронте).
До 1946 г. работала в совхозе «Боровно» Вышневолоцкого района Калининской области.
С 1946 года — в пригородном свиноводческом совхозе «Пролетарий» Министерства мясной и молочной промышленности СССР того же района. С 1947 г. звеньевая картофелеводческого звена.
В 1948 году получила урожайность картофеля 522 ц/га на площади 3 га.

## Награды и звания
Герой Социалистического Труда (01.06.1949).